# Wedding Band
Wedding Band est une série télévisée américaine en dix épisodes de 42 minutes créée par Darin Moiselle et Josh Lobis, diffusée entre le 10 novembre 2012 et le 19 janvier 2013 sur TBS.
Cette série est inédite dans tous les pays francophones.

## Synopsis
L'ex-petite-amie de Tommy, Sara, se présente à l'improviste avec d'excellentes nouvelles : elle va se marier. Et elle a besoin d'une faveur : son orchestre pour son fameux mariage a annulé à la dernière minute. Émotionnellement, c'est un conflit pour Tommy. Pour le reste de la bande, c'est une occasion magnifique pour impressionner l'organisatrice du mariage de Sara, Roxie Rutherford, présidente de la société Rutherford Events qui gère chaque évènement cinq étoiles à Seattle et qui engage par la suite le groupe pour ses évènements.

## Distribution

### Acteurs principaux
- Brian Austin Green : Tommy, un garçon vivace
- Harold Perrineau : Stevie, le nouveau bassiste du groupe
- Derek Miller : Barry Wilson, le batteur de la bande
- Peter Cambor : Eddie Wilson, marié et père de deux enfants
- Jenny Wade : Rachel, l'assistante personnelle de Roxie
- Kathryn Fiore (en) : Ingrid Wilson, la femme d'Eddie
- Melora Hardin : Roxie Rutherford, employeur du groupe pour ses évènements

### Invités
- Megan Fox : Alexa (épisode 2)
- Ryan Hansen : Cooper (épisodes 3 et 7)
- Molly Sims : Vanessa (épisode 4)
- Joanna Krupa : Beth (épisode 4)
- Greg Germann : Larry Pants (épisode 5)
- Gary Cole : Jack (épisode 6)
- Barry Watson : Boboroff (épisode 6)
- Rachel Blanchard : Tracy (épisode 6)
- Kurtwood Smith : Hank Henderson (épisode 7)
- Wendi McLendon-Covey : Barb Henderson (épisode 7)
- Ashley Williams : Denise (épisodes 8 et 10)
- Donald Faison : Moses (épisode 8)
- James Marsters : Declan Horn (épisode 9)
- Adam Campbell : Deke Brad (épisode 9)
- Tim Bagley : Randy Lee (épisode 9)

## Production

### Développement
Le 19 mai 2010, le projet de la série est annoncé sur TBS.
Le 20 octobre 2010, la chaîne commande un pilote du projet, écrit par Darin Moiselle et Josh Lobis ainsi que coproduit avec Michael Tollin.
Le 11 mai 2011, la chaîne annonce la commande d'une saison composée de dix épisodes.
Le 22 janvier 2013, la série a été annulée à la suite des audiences décevantes.

### Casting
En décembre 2010, les acteurs Brian Austin Green, Derek Miller, Harold Perrineau et Peter Cambor sont les premiers à être choisis pour intégrer le casting principal de la série.
En janvier 2011, les actrices Jenny Wade et Kathryn Fiore (en) obtiennent les rôles principaux féminin de la série. Puis, l'actrice Melora Hardin est la dernière à intégrer le casting de la série.
En novembre 2011, les acteurs Wendi McLendon-Covey, Kurtwood Smith, Donald Faison, Ashley Williams, Molly Sims et Megan Fox obtiennent un rôle le temps d'un épisode au cours de la saison.

### Tournage
Le tournage de la série se déroule à Los Angeles et Santa Clarita, en Californie, aux États-Unis.

### Fiche technique
Sauf indication contraire, les informations mentionnées dans cette section peuvent être confirmées par les bases de données cinématographiques IMDb et Allociné,  présentes dans la section « Liens externes ».
- Titre original : Wedding Band
- Création : Darin Moiselle et Josh Lobis
- Réalisation : Adam Davidson, Kevin Dowling, Jennifer Getzinger, Bryan Gordon, Paul Holahan, Michael Patrick Jann, Phil Traill, Timothy Busfield, Andrew Fleming
- Scénario : Darin Moiselle, Josh Lobis, James Eagan, Alan R. Cohen, Alan Freedland
- Direction artistique : Colin Kirkpatrick, Bruce Buehner
- Décors : Naomi Slodki, Nya Patrinos (plateau)
- Costumes : Salvador Pérez Jr.
- Photographie : Lisa Wiegand, Giovani Lampassi
- Montage : Daniel Gabbe, Les Butler, Rob Seidenglanz
- Musique : Nathaniel Blume
- Casting : Lisa Miller Katz
- Production : Loucas George, Bridget Bedard ; Sheridan Thayer (coproducteur) ; Harley Peyton (consultant) ; Jon Wallace (associé)
  - Production exécutive : Josh Lobis, Darin Moiselle, Michael Tollin, Matt Pyken
- Sociétés de production : Mike Tollin Productions, Fremantle Media North America et Tollin/Robbins Productions
- Sociétés de distribution : Turner Broadcasting System
- Pays d'origine :  États-Unis
- Langue originale : anglais
- Format : couleur - 35 mm - 1,78:1 - son Dolby Digital
- Genre : Comédie dramatique
- Durée : 42 minutes

## Épisodes
La série est composée de dix épisodes.
1. Pilot
2. I Love College
3. Don't Forget About Me
4. Time of My Life
5. Get Down on It
6. We Are Family
7. I Don't Wanna Grow Up
8. 99 Problems
9. Personal Universe
10. End of the World As We Know It

## Accueil

### Audiences

#### Aux États-Unis
Lors de sa diffusion, le pilote de la série a réalisé la meilleure audience de la chaîne avec 1,84 million de téléspectateurs.
| Saison 1 (première diffusion) |